# Шульман, Рудольф Густавович
Рудольф (Родион) Густавович Шульман (нем. Rudolf Johann Wilhelm Schulmann; 1814—1874) — генерал-лейтенант русской императорской армии.

## Биография
Родился в семье генерал-лейтенанта Густава Максимовича Шульмана (1779—1835) и его жены Шарлотты Юлианы, урожденной фон Гак (?—1895) в феврале 1814 года; по одним сведениям 12 февраля, по другим — 21 февраля.
Начал службу в 1827 году юнкером во время обучения в Артиллерийском училище. В январе 1831 года Шульман был произведён в прапорщики, зачислен по полевой пешей артиллерии и оставлен при том же училище для продолжения курса. В 1833 году он был отчислен от артиллерийского училища и до 1838 года служил в строю, после чего был сначала прикомандирован, а в 1841 году переведён в Артиллерийское училище и оставался в нём до 1850 года, когда был произведён в чин полковника.
В 1851 году Шульман был назначен командиром батарейной № 1-й батареи 16-й артиллерийской бригады, а в 1854 году, уже во время Крымской войны, командиром всей 16-й артиллерийской бригады, которая вошла в состав действующих войск на Дунае, а затем была направлена в Крым. В крымской кампании Шульман принимал участие в сражениях при Альме, под Инкерманом и на Чёрной речке. За отличие в двух первых сражениях он был награждён орденами Св. Анны 2-й степени с императорской короной и Св. Владимира 4-й степени с бантом, а за третье сражение 1 декабря 1855 года был произведён в генерал-майоры. Кроме того, 26 ноября 1855 года за выслугу лет Шульман был награждён орденом Св. Георгия 4-й степени (№ 9676 по кавалерскому списку Григоровича — Степанова).
В 1859 году Шульман был назначен начальником артиллерии правого крыла Кавказской линии. В этом звании он в 1860—1863 гг. находился в действиях русских войск против горцев и в 1861 году за отличие в деле при укреплении Григорьевском награждён был орденом Св. Владимира 3-й степени с мечами.
В апреле 1863 года за отличие по службе Шульман был произведён в генерал-лейтенанты и в том же году назначен комендантом Динабургской крепости. В 1865 году он был назначен начальником артиллерии Виленского военного округа и состоял в этом звании до 1872 года, когда был зачислен по полевой пешей артиллерии и в запасные войска.
Умер Шульман 3 (15) июня 1874 года в Вильне. Похоронен на Гатчинском лютеранском кладбище.

## Семья
Был дважды женат. В первом браке с Луизой Роберт (1823—1861) родились сыновья: Густав (1846—1894; полковник) и Рудольф (1850—1901; командир лейб-гвардии 2-го стрелкового батальона), Александр (1857—1893), Николай (1853—1916), Людвиг (1859—?). Дети от второго брака, с Амалией Борисовной Бранденбург (1837—1907): Александра (1866?—1877), Фёдор (1867—1884), Михаил (1869—1887).
Его братья: Фёдор (1819—1855); генерал-майор), Николай (1828—1900; генерал от инфантерии), Александр (1822—1878; инспектор классов 1-й петербургской гимназии); сестра Елизавета (1824—1898) — мать А. Ф. Редигера.
Дядя — Фёдор Максимович, с отличием участвовал в Наполеоновских войнах и был кавалером ордена св. Георгия 4-й степени, генерал от артиллерии. Племянник: Сергей Николаевич (1869—1927; военный юрист). Двоюродный брат: Владимир Фёдорович (1818—1872; член Академии художеств, художник-маринист).